# 成都平原

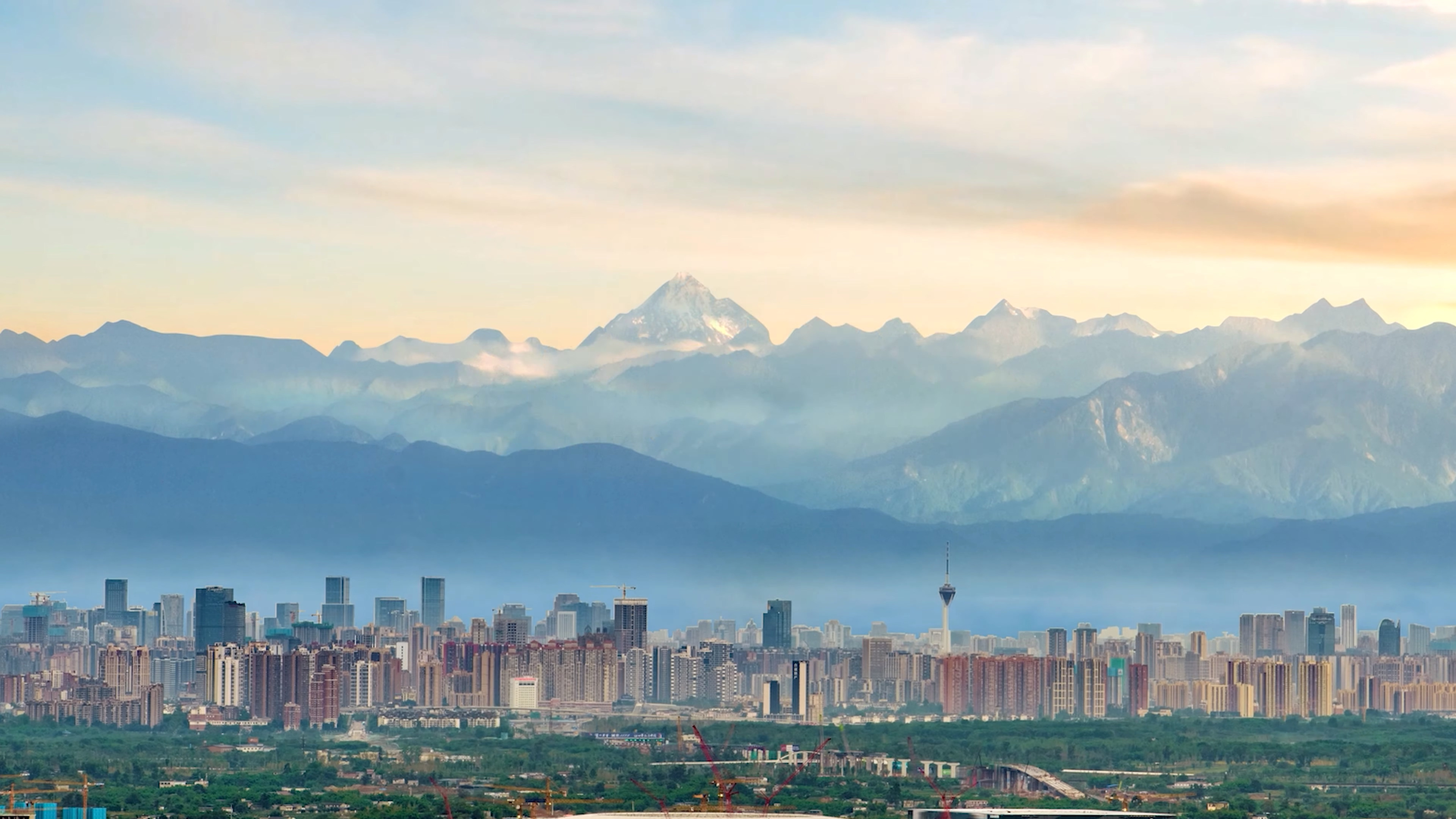
从成都平原东部眺望成都市区天际线和远处的四姑娘山

成都平原，又名川西平原，四川话称为川西坝子（四川话拼音：Cuan1xi1 Ba4zi3），位于今中国四川省四川盆地西部，是整个中国西南地区面积最大的平原。

## 地理位置
广义的成都平原位于龙泉山和龙门山、邛崃山脉之间，北至绵阳市江油市，南至乐山市五通桥区，共覆盖五个市的29个县（市、区），总面积22,900平方千米，包括：成都市除金堂县、蒲江县、龙泉驿区、简阳市的16个县（市、区）；德阳市的旌阳区、广汉市、什邡市、绵竹市；绵阳市的游仙区、涪城区、江油市、安州区；乐山市的市中区、五通桥区、夹江县；眉山市的东坡区、彭山区。
狭义的成都平原仅指以都江堰为顶点、以成都市区为中心的岷江、沱江冲积扇形平原，面积约7,340平方千米，这也是广义的成都平原的主要组成部分。

## 气候与经济

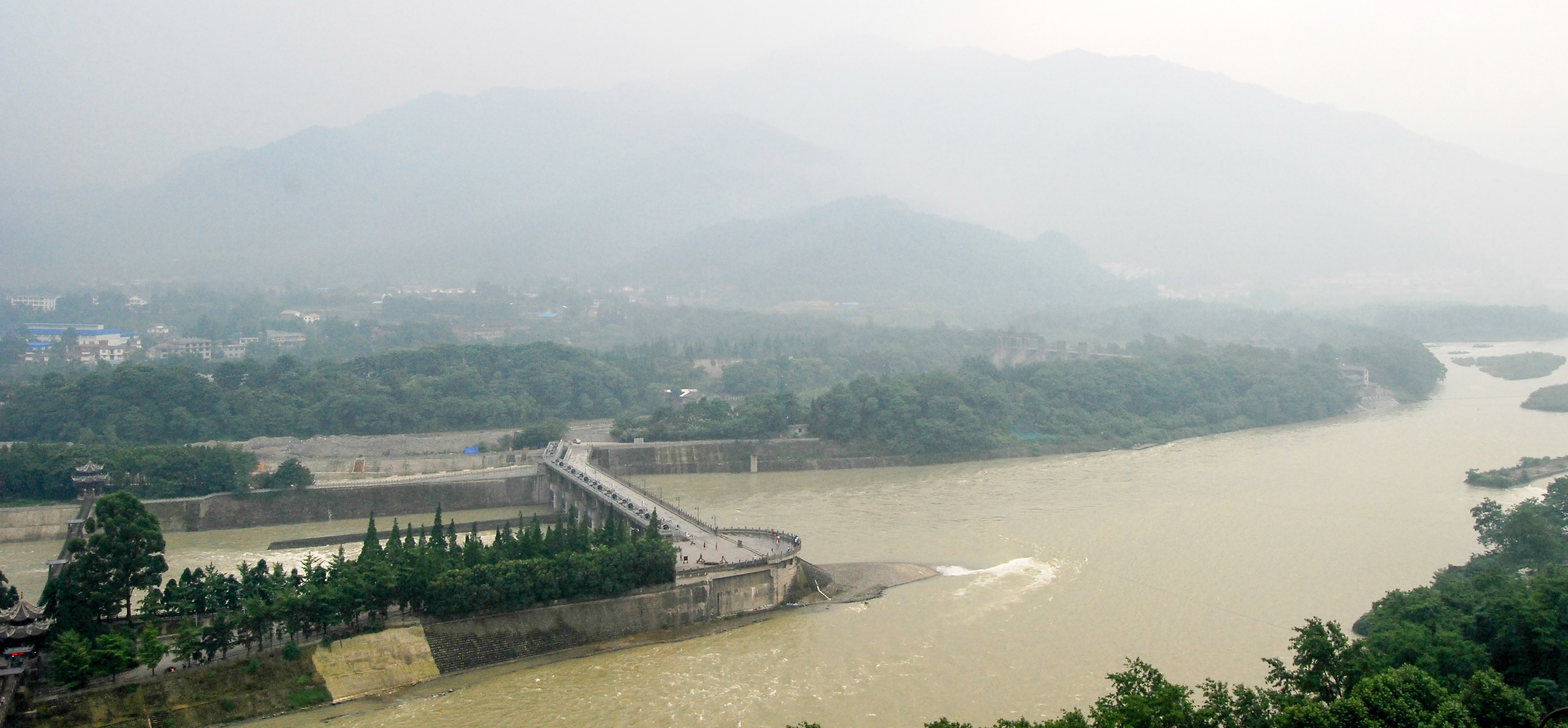
都江堰位于成都平原边缘，紧邻龙门山山脉

成都平原的气候类型为亚热带季风气候，以紫色土为主，主要生产水稻。在都江堰以下的岷江等河流的灌溉下，这片平原水患、旱灾较少，自古就是中国经济发达，物产最为富饶的地区之一，也是整个中国西部唯一一片一直保持较高发达的地区，被誉为“天府之国”。从两汉一直到唐宋时期，成都平原的蜀绣、蜀锦、藤艺、竹器、漆器等奢侈品营造工艺一直处于高度发达状态。在北宋时期，成都平原还出现了世界上第一种纸质货币——“交子”和银行机构——钱庄。

## 早期文明
旧石器时代，今四川地区的文化遗迹有从盆地外缘向内发展的趋势，大约是在三星堆遗址一期开始，四川西部地区的新石器晚期的文化以成都平原为中心，并形成了长江上游文明的宝墩文化，以位于平原西南缘遗址面积最大且具有代表性的的新津宝墩遗址命名，占地约为276万平方米，推定距今4500至3700年，并与之后出现的三星堆文化有着密切关系。在这一时期成都平原出现了除新津宝墩遗址外，还出现了郫县古城遗址、温江区鱼凫村遗址、都江堰市芒城遗址、崇州市双河遗址、崇州市紫竹遗址、大邑县盐店古城遗址、大邑县高山古城遗址，这一系列遗址皆位于宝墩以西的位置，呈现东北—西南走向。这一时期被认为这些文化古城已形成了形态比较典型的酋邦组织，将要向文明时代过渡。
三星堆文化的出现标志着四川盆地进入青铜时代，距今约3700年。在成都平原发掘的三星堆文化遗迹主要为广汉三星堆，并且也是当时古蜀国的中心，其余聚落分布在新都等地。根据出土的礼器和发掘的城垣可以看出此时成都平原已经进入了文明社会。这时期受到了二里头文化的一定影响，从出土的文物也发现三星堆文化与二里头文化有频繁的交往，是从长江中游向上影响到了成都平原，出土的青铜神树、2.62米高的青铜大立人像、青铜纵目面具、三星堆金杖以及玉石器群等是三星堆文明的最高成就。
在距今3200至2600年，殷（商）末春秋早期时，紧随三星堆文化发展而成了十二桥文化，以十二桥遗址和金沙遗址为典型代表。二者同宝墩文化一样是连续发展的，三星堆文化衰落后废弃了三星堆城址并迁入金沙，使得文化有了新发展。但同时也有观点认为在三星堆文明衰落之前已经诞生了十二桥文化。
2021年，考古人員在成都市郫都区犀浦街道犀园村發現成都平原春秋時期最大的墓葬群。

## 參看
- 古蜀文明
- 天府之國
- 都江堰